# The Tonight Show Starring Jimmy Fallon

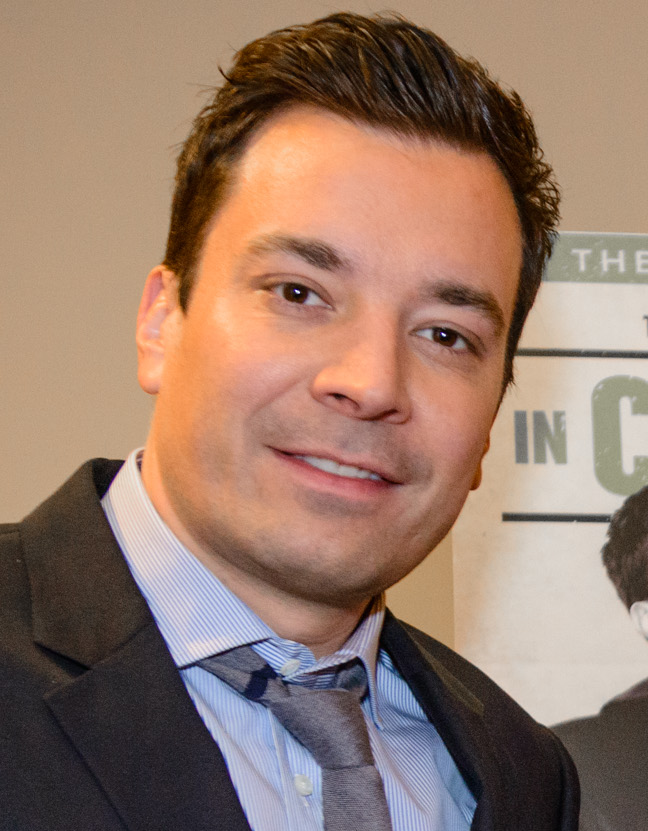
Jimmy Fallon, 2013.

TV-programmets logotyp.

The Tonight Show Starring Jimmy Fallon är en pratshow med Jimmy Fallon, i The Tonight Show-konceptet. Han tog över efter Jay Leno (The Tonight Show with Jay Leno). Showen sänds i USA på NBC sedan den 17 februari 2014. I showen medverkar också bisittaren Steve Higgins och husbandet The Roots.